# François Le Fort
Pour les articles homonymes, voir Lefort et Le Fort.
François Jacques Le Fort (le patronyme est aussi orthographié Lefort), ou Franz Iakovlevitch Lefort (Франц Яковлевич Лефорт en russe), né le 2 janvier 1656 (12 janvier dans le calendrier grégorien) à Genève et mort le 2 mars 1699 (12 mars dans le calendrier grégorien) à Moscou, est un général et amiral du tsarat de Russie sous Pierre le Grand, dont il fut longtemps le conseiller et l'ami.

## Biographie
Il était issu d'une famille de marchands calvinistes et son père, Jacques Le Fort, était membre du Grand Conseil de Genève.

### Jeunesse
François s'oriente tôt vers la carrière militaire : avant d'atteindre ses quatorze ans il s'enrôle comme volontaire à la citadelle de Marseille nouvellement construite. Il devint ensuite cadet dans un régiment de gardes suisses au service de Louis XIV. Une affaire d'honneur l'ayant obligé à quitter la France, il passe sous les drapeaux du duc de Courlande, qui commandait un régiment à la solde des Hollandais. Guillaume de Nassau, prince d'Orange, devenu par la suite roi d'Angleterre, le distingua, et pensa même à se l'attacher ; mais un officier nommé Verstin (ou van Forsten) parvint à le persuader, ainsi que d'autres militaires, de s'embarquer avec lui pour la Russie, où il arrive en 1675.

### Début de carrière en Russie
Lefort arrive en Russie avec l'unité commandée par le colonel  Jacob van Frosten dans le but de se mettre au service de l'armée russe. Mais débarqué à Arkhangelsk, le détachement est très mal reçu par le gouverneur, qui refuse d'octroyer les passeports nécessaires pour voyager en Russie. Lefort parvient pourtant à en obtenir un par l'entremise d'un marchand bâlois. En février 1676, il arrive à Moscou, où il est d'abord éconduit par les militaires officiels. Le ministre des Affaires étrangères (Posolsky Prikaz) le met sur la liste des visiteurs étrangers. Lefort s'installe alors dans le quartier allemand de Moscou (Nemetskaïa sloboda) et s'y emploie à conquérir le respect parmi les autres étrangers. Il finit par être présenté au résident de Danemark, M. de Horn qui apprécie ses talents, et le retient dans sa maison. C'est sur sa recommandation lors d'une audience que le tsar Fédor III Alekseïévitch engage le jeune étranger à son service avec le grade de capitaine.
La guerre russo-turque de 1676-1681 venait de débuter et Le Fort est aussitôt expédié au front contre les Tatars de Crimée et les Turcs. Il y montre une bravoure et une intelligence qui fixent l'attention. Cependant le tsar paraissait décidé à congédier une partie des officiers étrangers, et Lefort conçut des inquiétudes. L'envoyé d'Angleterre, Embden, lui proposa de le suivre en Suède, et de là en Angleterre, où il obtiendrait facilement de l'emploi ; mais quelques affaires survenues à l'envoyé l'empêchèrent de quitter Moscou aussi promptement qu'il eût voulu. Au même moment la guerre se ralluma entre la Russie et l'Empire ottoman : le tsar sentit qu'il avait besoin des officiers étrangers, et Lefort resta à son service. Pour le fixer davantage dans le pays, on le détermina, en 1678, à épouser mademoiselle Souhay, fille d'un Français, lieutenant-colonel au service de Russie. Il avait à peine formé cette union, qu'il fut obligé d'entrer en campagne. Dès le début de 1679, il reçoit l'ordre de rejoindre la garnison de Kiev sous le commandement du prince Vassili Golitsyne et du général Patrick Gordon. Il ne quittera le théâtre de la guerre qu'à la fin de celle-ci, en 1681.
Voyant la paix rétablie, Lefort entreprend un voyage à Genève, où il arrive le 13 avril 1682 et ne reste qu'un mois. En effet ses compatriotes lui témoignent des égards mais ne parviennent pas à le dissuader de retourner en Russie dès le mois de mai : « Mon cœur est tout entier à la Moscovie. » En chemin, alors qu'il se trouve à Bernbourg, il apprend la mort du tsar Fédor III.

### Famille
Il épouse en 1678, Elisabeth Souhay (+1726), fille de François Souhay (originaire de Metz, lieutenant-colonel russe) et de dame van Bockhoven (originaire des Pays-Bas).

### Ascension auprès de Pierre le Grand
Lefort fait connaissance de Pierre peu après la fin de la Régence, en 1690. Il séduit rapidement le futur tsar, devenant son ami intime et compagnon de débauche. 
La mort du tsar Fédor III laisse ouverte la question de sa succession dynastique et voit la révolte de Moscou de 1682.